# Glabellula kuehnei
Glabellula kuehnei is een fossiele vliegensoort uit de familie van de Mythicomyiidae, die voorkwam in het Mioceen en Oligoceen. De wetenschappelijke naam van de soort is voor het eerst geldig gepubliceerd in 1976 door Schlüter.